# Мухаммад V Фарис Петра
Мухаммад V Фарис Петра (англ. Muhammad V Tuanku Faris Petra; нар. 6 жовтня 1969, Кота-Бару, Келантан) — король Малайзії, колишній султан малайзійського султанату Келантан з 13 вересня 2010, і у листопаді 2011 був обраний першим заступником Короля Малайзії. З 13 грудня 2016 року по 6 січня 2019 року король Малайзії.

## Біографія
Мухаммад V народився 6 жовтня 1969 року в Малайзії в султанаті (штаті) Келантан. По закінченню школи навчався в Малайзії, Таїланді та Великій Британії.
У травні 2009 року з його батьком стався інсульт, і він був проголошений регентом при хворому батькові, який лікувався у Сінгапурі.. Свого основного супротивника брата Фариса він видалив з регентської Ради. З огляду на, що хвороба батька дуже важка у вересні 2010 року Мухаммада V було проголошено султаном малайзійського штату Келантан. Є з цього моменту генерал-майором малайзійської армії. Через 15 місяців він став так само першим заступником Короля Малайзії.
Через п'ять років (14 жовтня 2016 року) на спеціальній Конференції правителів Малайзії його було обрано на п'ятирічний термін королем Малайзії. Офіційно обійняв посаду 13 грудня 2016 року.

## Криза при вступі на престол
Після проголошення Мухаммада султаном, його брат Фарис і батько Ісмаїл Петра (через адвокатів) оскаржили це рішення у Федеральному суді Малайзії. Суд прийняв половинчасте рішення, проте вже через місяць на черговий Конференції правителів Малайзії Мухаммад V був прийнятий як повноправний султан, і це звичайно сприяло призначенню султана на посаду заступника Короля Малайзії.
Тим часом Ісмаїл Петра поправляється після інсульту.

## Зречення престолу
6 січня 2019 року Мухаммад V зрікся престолу. Рішення про зречення набуло чинності негайно. Офіційно причини його вчинку не повідомлялися.

## Особисте життя
У 2004—2007 рр. Мухаммад був одружений із Тенгку Забайда. Дітей у шлюбі не було.
22 листопада 2018 року в Підмосков'ї (Росія) відбулося весілля з Оксаною Воєводіною, володаркою титулу «Міс Москва» 2015 року. Наречена закінчила економічний університет, займалася дизайном одягу і купальників. За деякими повідомленнями Воєводіна до весілля прийняла іслам.
У шлюбі Воєводіна отримувала від чоловіка щедрі подарунки: обручку від Джейкоба Арабо за £203 тис., автомобіль Porsche Cayenne за понад £110 тисяч та інші.

### Розлучення з Воєводіною
17 червня 2019 року з'явилася інформація про розлучення пари. Згідно з відомостями малайзійської газети New Straits Times, подружжя подало документи на розлучення в суд Сінгапуру 22 червня, процедура оформлення завершилася 1 липня. Інформацію про розлучення підтвердила подруга моделі Тетяна Андрєєва.
Проте 19 липня 2019 року представниця Шаріатського суду Сінгапуру Норхафіза Бте Хашим спростувала розлучення. Вона відповіла на запит журналістів про це, що в реєстрі немає відомостей про подачу документів на розлучення колишнього короля Малайзії Мухаммада V Келантана Султана та Оксани Воєводіної.
Незважаючи на заяву Шаріатського суду, 20 липня юрист колишнього Верховного правителя Малайзії Мухаммада V До Тен Хуа (Koh Tien Hua) підтвердив, що його клієнт розлучився з Воєводіною. За словами пана До, розлучення було схвалено шаріатським судом Келантана, а 22 червня про нього повідомили колишній дружині. Сама Воєводіна продовжує запевнювати, що чутки про розлучення — провокація. За її словами в інтерв'ю малайзійському сайту Malaysiakini, вона з сином була в Росії і не могла брати участі в оформленні розірвання шлюбу в червні.
На початку жовтня з'явилася інформація від оточення султана, що його колишня дружина запросила надвеликі «відкупні»: квартиру в Москві вартістю £1,2 млн і будинок у Лондоні — £8 млн та утримання для сина в розмірі £24 тис. щомісячно.